# 袁缉燕
袁缉燕（1941年—），河南项城人，中国画家。曾祖父为袁世凯。1959年考入河北美术学院学习油画。1963年毕业后，袁缉燕被分配到中国科技协会展览部画科普宣传画。文革开始后，单位要把他送到河南项城。他不愿意，便离开了工作单位，並在街道做临时工。1982年，袁缉燕和妻子当了个体户，成立“原始装潢设计室”，他也改名袁始。1989年，袁始移民加拿大，主要从事艺术创作，同时做外贸生意。2017年4月29日，袁缉燕首次在北京举行个人画展。